# Khalil Gibran
Gibran Khalil Gibran, detto Khalil o Kahlil Gibran (in arabo جبران خليل جبران‎?, Jubrān Khalīl Jubrān; Bsharre, 6 gennaio 1883 – New York, 10 aprile 1931), è stato un poeta, pittore e aforista libanese naturalizzato statunitense.

Firma di Khalil Gibran

Nato da famiglia di religione cristiana maronita, emigrò negli Stati Uniti d'America in giovane età. Scrisse principalmente in arabo e insieme ad altri intellettuali arabi americani, tra i quali Amin al-Rihani, Elia Abu Madi, Mikha'il Nu'ayma e Nasib Aridah, fondò l'Associazione della Penna, punto d'incontro dei letterati arabi emigrati negli Stati Uniti, e fu tra i principali protagonisti del movimento letterario arabo del Mahjar.
La sua poesia venne tradotta in oltre venti lingue e divenne un mito per i giovani che considerarono le sue opere come breviari mistici, specialmente nell'ambito della New Age e della controcultura degli anni 1960. Gibran ha cercato di unire nelle sue opere la civiltà occidentale e quella orientale. Fra le sue opere più note vi sono Il Profeta (scritto in inglese) e Massime spirituali.

## Biografia

### La gioventù in Libano

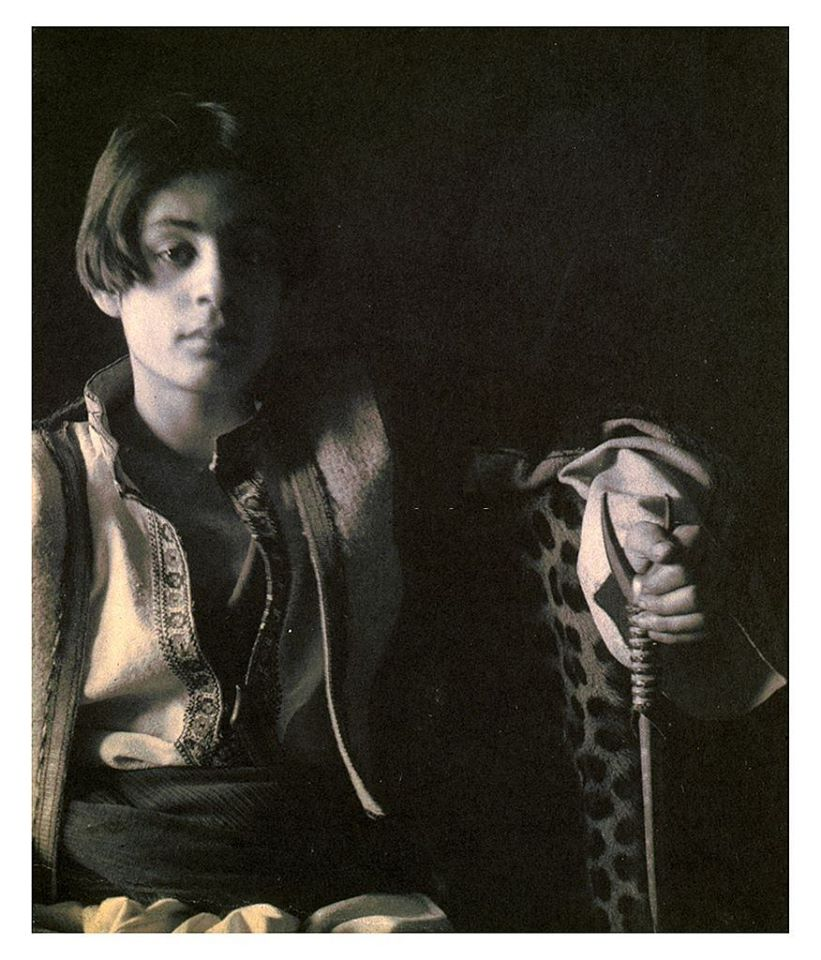
Gibran in una fotografia giovanile

Gibran Khalil Gibran nacque in un villaggio del Libano settentrionale (allora parte dell'Impero ottomano), nella città di Bsharri, nel nord montagnoso del paese, da una famiglia cristiana maronita. A causa della condizione precaria della famiglia Gibran non compì studi regolari, fu però istruito da alcuni preti sulla Bibbia, sulla lingua araba e sull'aritmetica. In questo periodo Gibran iniziò a sviluppare le idee che ispireranno i suoi primi lavori (quali Il Profeta). Il padre di Gibran, un esattore, fu imprigionato per peculato e le autorità ottomane confiscarono tutti i suoi beni, compresa la casa di famiglia, prima di rilasciarlo nel 1894.
Mentre il padre rimase in Libano, la madre di Gibran, Kamila, decise di trasferirsi con i figli (Khalil, le sorelle Mariana e Sultana, il fratellastro Boutros/Peter) a New York, presso suo fratello: qui approdarono il 17 giugno 1895.

### Studi negli Stati Uniti
Subito dopo l'arrivo a New York la famiglia si trasferì a Boston, dove allora viveva la seconda comunità siro-libanese più grande d'America, compresi altri parenti; la madre cominciò a lavorare come merciaia ambulante. Dal 30 settembre 1895 Gibran frequentò la sua prima scuola a Boston, dove l'insegnante di inglese lo persuase a cambiare il suo nome completo, Jibran Khalil Jibran, in Kahlil Gibran, con modifica della grafia originaria (Khalil) per adattamento alla pronuncia americana. Gibran si iscrisse poi a un istituto d'arte, dove mostrò una particolare inclinazione per il disegno, attirando l'attenzione del fotografo, all'epoca all'avanguardia, Fred Holland Day: già nel 1898 un editore pubblicava alcuni suoi disegni come copertine. Holland Day gli fece conoscere la scrittrice Josephine Peabody, che più tardi avrebbe esercitato su di lui un'influenza benefica e stimolante.

### Breve rientro in Libano
Nel 1899, dietro consiglio della madre, Gibran fece ritorno in Libano, dove si riunì al padre e si iscrisse al College de la Sagesse, una scuola superiore maronita di Beirut. Qui frequentò anche corsi di letteratura araba e fu attratto dalla letteratura romantica francese, fondò una rivista letteraria studentesca e fu eletto "poeta del collegio". Tuttavia la vita in comune con il padre divenne insostenibile, tanto che Gibran decise di ritornare in America, dopo avere terminato diligentemente gli studi nel 1902.

### Ritorno in America
Rientrato a Boston apprese della morte di Sultana, appena quattordicenne, per tubercolosi; l'anno successivo fu testimone anche della morte di Boutros, sempre per tubercolosi, e della madre, di tumore. Successivamente Gibran decise di vendere la merceria, aperta dalla madre anni prima, non sentendosi portato per un simile lavoro. Sua sorella Mariana dovette mantenere entrambi lavorando presso una sartoria. Nel frattempo Gibran venne introdotto in un circolo molto esclusivo di intellettuali, da Josephine Peabody, che divenne sua amante. Li rendeva simili l'indipendenza e la fierezza di carattere. La passione svanì ben presto e nel 1904, in occasione della sua prima mostra, alla galleria di Day, Gibran fece conoscenza con Mary Elizabeth Haskell di cui si innamorò perdutamente dedicandole moltissime lettere.
Ma il suo amore era puramente platonico. Lei era di dieci anni più anziana di lui e ammiratrice delle sue opere. Tramite lei ebbe la possibilità di esporre le sue opere nell'istituto dove  Haskell era preside. Negli anni che vanno dal 1904 al 1908 collaborò con il giornale al-Muhajir (L'emigrante) nella stesura di articoli dedicati agli arabi. Inoltre si intensificava sempre più il legame con Elizabeth Haskell. Visto l'amore di entrambi per le lettere nacque una duratura comunanza letteraria che, grazie ai preziosi consigli di natura linguistica di Mary, avrebbe dato a Gibran negli anni futuri la possibilità di scrivere in inglese. Nonostante la loro discrezione pubblica la loro corrispondenza rivela una forte intimità.

### Viaggi in Europa
Haskell nell'anno 1908 gli fece dono di un viaggio a Parigi, dandogli la possibilità di studiare arte con Auguste Rodin per due anni. Gibran accettò volentieri e a Parigi studiò Nietzsche, Voltaire, Rousseau, oltre a pittura presso l'accademia Julian, dove conobbe l'artista e amico per la vita Youssef Howayek. Si recò brevemente a Londra con l'amico e scrittore arabo Amin al-Rihani (Ameen Rihani) che ammirava moltissimo. Nell'anno 1909 morì il padre e Gibran, avuta notizia della benedizione in punto di morte del genitore, ne fu confortato.

### Ritorno definitivo in USA
Ritornato negli Stati Uniti riprese gli studi d'arte a Boston. In America, dove le sue opere vennero esposte in centinaia di gallerie, trascorse gli ultimi vent'anni di vita, mentre la sua fama superava i confini del continente americano arrivando presto in tutto il mondo.

### Morte ed eredità

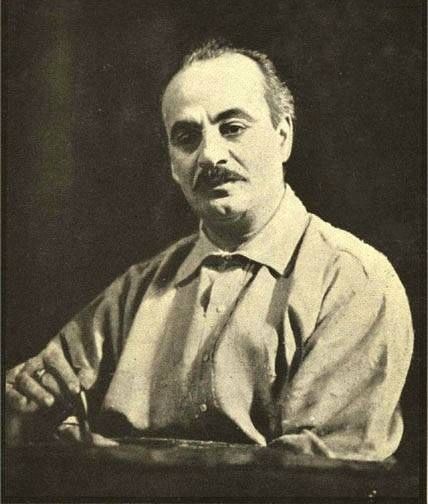
Una delle ultime fotografie di Gibran

Nel 1929 gli fu diagnosticata la steatosi epatica. Secondo il biografo Waterfield potrebbe essere stata conseguenza di un eccessivo uso di alcolici. Gibran morì a 47 anni a New York, il 10 aprile 1931 di cirrosi epatica e tubercolosi incipiente a uno dei polmoni. Aveva sempre espresso il desiderio di essere sepolto in Libano, dove la sua salma fu subito trasportata con grandi onori; il desiderio fu realizzato appieno nel 1932, quando la sorella Mariana e Mary Haskell acquistarono il monastero Mar Sarkis (San Sergio) in Libano.
La corrispondenza tra Gibran e Mary Haskell è archiviata presso la University of North Carolina Library. Una collezione di un centinaio di opere d'arte è conservata al Telfair Museum of Art di Savannah (Georgia).

## Produzione letteraria

### La lingua
La maggior parte dei primi scritti di Gibran fu in arabo, ma dopo il 1918 pubblicò quasi esclusivamente in inglese. Il suo primo libro in questa lingua, pubblicato dalla casa editrice Alfred Knopf nel 1918, fu The Madman (Il folle), un breve volumetto di aforismi e parabole scritti in cadenza biblica, a mezza via tra poesia e prosa.
Gibran partecipò anche alla Associazione della Penna, nota anche come i "poeti d'emigrazione" (al-mahjar), assieme ad altri autori arabi americani come Amin al-Rihani ("il padre della letteratura libanese-americana"), Elia Abu Madi e (Elia D. Madey) Mikha'il Nu'ayma (Mikhail Naimy), amico intimo e grande conoscitore della letteratura araba, il cui nipote, Samir, sarebbe stato figlioccio di Gibran.

### I temi
(da Il profeta)
Molti degli scritti di Gibran hanno per argomento il cristianesimo, in particolare il tema dell'amore spirituale. La sua opera poetica si distingue per l'uso di un linguaggio formale e per osservazioni sui temi della vita mediante termini spirituali.
L'opera più nota di Gibran è Il Profeta, un volume composto di ventisei saggi poetici pubblicato nel 1923 e tradotto in più di venti lingue. Durante gli anni sessanta Il Profeta fu popolarissimo nella controcultura americana e nei movimenti New Age e resta tuttora celebre.
Juliet Thompson riferì che Gibran le aveva detto di avere pensato ad 'Abdu'l-Bahá, allora guida della religione Bahá'í e figlio del fondatore Bahá'u'lláh, durante tutta la stesura de Il Profeta. La figura di `Abdu'l-Bahá influenzò anche Gesù, il Figlio dell'Uomo (Jesus, The Son of Man), un'altra sua opera. È assodato che in questi anni Gibran dipinse due ritratti di `Abdu'l-Bahá.
Uno dei suoi versi in inglese più famosi appare in Sabbia e spuma (Sand and Foam, 1926): Half of what I say is meaningless, but I say it so that the other half may reach you (Metà di quel che dico non ha senso, ma lo dico perché l'altra metà possa giungere a te). Il verso è noto anche per essere stato incluso da John Lennon (in forma leggermente modificata) nella canzone Julia dall'album The Beatles dei Beatles.

## Opere tradotte in lingua italiana
- Lettere a Mayy di Gibràn Khalìl Gibràn (PDF) (archiviato dall'url originale il 27 settembre 2016), versione dall'arabo di M.A. De Luca, prefazione di A. Borruso, in Quaderni del Mediterraneo, 2, 1981, pp. 29–127.
- K. Gibran, Lazzaro e la sua amata, introduzione, traduzione e commento di B. Pirone, in Quaderni di Terra Santa, Gerusalemme, 1982.
- K. Gibran, I segreti del cuore, a cura di N. Crocetti, Milano, Guanda, 1982.
- K. Gibran, Il giardino del Profeta, a cura di N. Crocetti, Milano, SE, 1986.
- K. Gibran, Il folle, a cura di I. Farinelli, Milano, SE, 1988.
- K. Gibran, Il precursore, a cura di G. Angarano, Milano, Guanda, 1988.
- K. Gibran, Il vagabondo, a cura di I. Farinelli, Milano, SE, 1988.
- K. Gibran, Gli dei della terra, a cura di I. Farinelli, Milano, SE, 1989.
- K. Gibran, Il pianto e il sorriso, a cura di L. Carra, Milano, Guanda, 1989.
- K. Gibran, Sabbia e schiuma, a cura di I. Farinelli, Milano, SE, 1990.
- K. Gibran, Frammenti ritmati, traduzione di C. M. Guzzetti, Torino, SEI, 1991.
- K. Gibran, La voce del maestro, a cura di I. Farinelli, Milano, SE, 1991.
- K. Gibran, Le tempeste, a cura di V. Colombo, Milano, Feltrinelli, 1991.
- K. Gibran, Massime spirituali, a cura di G. e I. Farinelli, Milano, SE, 1992.
- K. Gibran, Tutte le poesie e i racconti, a cura di T. Pisanti, Roma, Newton Compton, 1993.
- K. Gibran, Il miscredente, traduzione di R. Rossi Testa e Y. Tawfik, Milano, Guanda, 1994.
- K. Gibran, Le ninfe della valle, a cura di H. Haidar, traduzione di G. Angarano, Milano, TEA, 1994.
- K. Gibran, Scritti orientali, a cura di G. e I. Farinelli, Milano, SE, 1994.
- K. Gibran, Spiriti ribelli, a cura di R. Rossi Testa e Y. Tawfik, traduzione di G. Angarano, Milano, Guanda, 1995.
- K. Gibran, Versi spirituali, a cura di R. Rossi Testa e Y. Tawfik, Parma, Guanda, 1995.
- K. Gibran, Lettere d'amore. Corrispondenza con Mayy Ziyadah, cura e traduzione di V. Colombo, Cinisello Balsamo, Edizioni San Paolo, 1996.
- K. Gibran, Le lettere d'amore del profeta, a cura di P. Coelho, Milano, Bompiani, 1998.
- K. Gibran, Ali spezzate, a cura di A. Perduca, Cinisello Balsamo, Edizioni San Paolo, 2000.
- K. Gibran, Pensieri e meditazioni, traduzione di M.C. Scotto di Santillo, Roma, Edizioni Mediterranee, 2000.
- K. Gibran, Lazzaro e il suo amore, introduzione e traduzione di F. Medici, postfazione di K. Gibran e J. Gibran, Cinisello Balsamo, Edizioni San Paolo, 2001.
- K. Gibran, Iram dalle alte colonne, a cura di Y. Tawfik e R. Rossi Testa, Torino, L'Età dell'Acquario (Lindau), 2002.
- K. Gibran, Tesori dello Spirito, a cura di S. Bushrui, traduzione di R. Terrone, Milano, Armenia, 2002.
- K. Gibran, Il cieco, traduzione e commento di F. Medici, prefazione di K. Gibran e J. Gibran, Cinisello Balsamo, Edizioni San Paolo, 2003.
- K. Gibran, La stanza del profeta, scritti inediti tradotti e commentati da F. Medici, Cinisello Balsamo, Edizioni San Paolo, 2004.
- K. Gibran, Il Profeta, nuova edizione curata e tradotta da F. Medici, con i manoscritti e le illustrazioni originali dell'Autore, testo originale inglese a fronte, Cinisello Balsamo, Edizioni San Paolo, 2005.
- K. Gibran, Gesù, il figlio dell'uomo, introduzione e traduzione di E. Scognamiglio, Cinisello Balsamo, Edizioni San Paolo, 2006.
- K. Gibran, Scritti dell'ispirazione, traduzione di E. Dornetti, Milano, Feltrinelli, 2006.
- K. Gibran, Venti disegni, a cura di F. Medici, con un saggio di A. Raphael, prefazione di E. Scognamiglio, postfazione di C. Ferrari, con due testi del Poeta, testo arabo originale a fronte, Bari, Edizioni Giuseppe Laterza, 2006.
- K. Gibran, La notte ti parlerò d'amore, a cura di H. Haidar, Casale Monferrato, Piemme, 2007.
- Mio amato profeta. Lettere d'amore di Kahlil Gibran e Mary Haskell, a cura di V. Hilu, introduzione all'edizione italiana di I. Farinelli, Milano, Edizioni Paoline, 2007.
- Poeti arabi a New York. Il circolo di Gibran, introduzione e traduzione di F. Medici, prefazione di A. Salem, Bari, Palomar, 2009.
- K. Gibran, Come fiori nella polvere, a cura di H. Haidar, Milano, Piemme, 2010.
- K. Gibran, Il profeta e il bambino, inediti e testimonianze raccolti e tradotti da F. Medici, Brescia, Editrice La Scuola, 2013.
- A. Rihani, Il Libro di Khalid, illustrazioni originali di K. Gibran, traduzione e cura di F. Medici, prefazione di P. Branca, postfazione di K.F. Allam, Messina, Mesogea, 2014.
- K. Gibran, Il cantico della felicità. Caleidoscopio sulla pace del cuore, a cura di R. Russo, Milano, Terrasanta, 2014.
- L'ultimo profeta. Gibran nel mio cuore, di Hafez Haidar, Pescara, Tracce, 2014.
- Poeti arabi della diaspora, versi e prose liriche di Kahlil Gibran, Ameen Rihani, Mikhail Naimy, Elia Abu Madi, traduzione e cura di Francesco Medici, presentazione di Kegham Jamil Boloyan, prefazione di Ameen Albert Rihani, con due poesie musicate dai Malaavia, Bari, Stilo Editrice, 2015.
- K. Gibran, Voi avete il vostro Libano e io il mio, in Antologia della letteratura araba contemporanea. Dalla nahda a oggi, a cura di M. Avino, I. Camera d'Afflitto, Alma Salem, Roma, Carocci editore, 2015, pp. 65–69.
- K. Gibran, Lazzaro e la sua amata. Atto unico, introduzione di B. Garavelli, traduzione di F. Iodice, Bologna, Dehoniane, 2018.
- K. Gibran, Lazzaro e la sua amata, introduzione di D. Rondoni, traduzione e postfazione critica di B. Pirone, Milano, Edizioni Terra Santa, 2019.
- K. Gibran, La musica  / Nubḏah fī fann al-mūsīqá, a cura di F. Medici, M. El Hajj e N. Najem, prefazione di P. Branca, Messina, Mesogea, 2023 [volume bilingue italiano-arabo].